# Stojkovići
Stojkovići es una población rural de la municipalidad de Foča-Ustikolina, en Bosnia y Herzegovina.

## Demografía
Hasta 2013 la población era de 2 habitantes.